# الکس کالاترابا
 الکس کالاترابا (انگلیسی: Álex Calatrava؛ زاده ۱۴ ژوئن ۱۹۷۳) یک تنیس‌باز اهل اسپانیا است.